# 朱翊鋋
長沙恭簡王朱翊鋋（1548年—1620年），明朝第一代長沙王，吉端王朱載均庶第三子，明英宗之來孫。

## 生平
朱翊鋋在嘉靖三十六年（1557年）六月受明朝廷册封为长沙王，嘉靖四十二年十月（1563年），明朝廷派遣永康侯徐喬松等人為正使，翰林院編修胡汝嘉等為副使，冊封吳氏為長沙王朱翊鋋之妃。
朱翊鋋博学多识，通晓历史，长于作词写诗，著有《碔砆集》；又礼贤下士，乐善好施，得到郡县官吏的认可。他笃信佛教，曾在长沙西隅的谷山寺研习过佛经，并率众祭扫过陶侃与李芾；并把开福寺划为其王寺，并召集当地士绅及老百姓重建，此后，开福寺一直保留到明末。
万历四十八年（1620年）二月，朱翊鋋過世，时年73岁。朝廷賜谥号恭簡，一年后嫡长子朱常淠袭封第二代长沙王。